# Bystřice (Bělá nad Radbuzou)
Bystřice (deutsch: Wistersitz) ist ein Gemeindeteil von Bělá nad Radbuzou (Weißensulz) im westböhmischen Okres Domažlice (Bezirk Taus) in Tschechien.

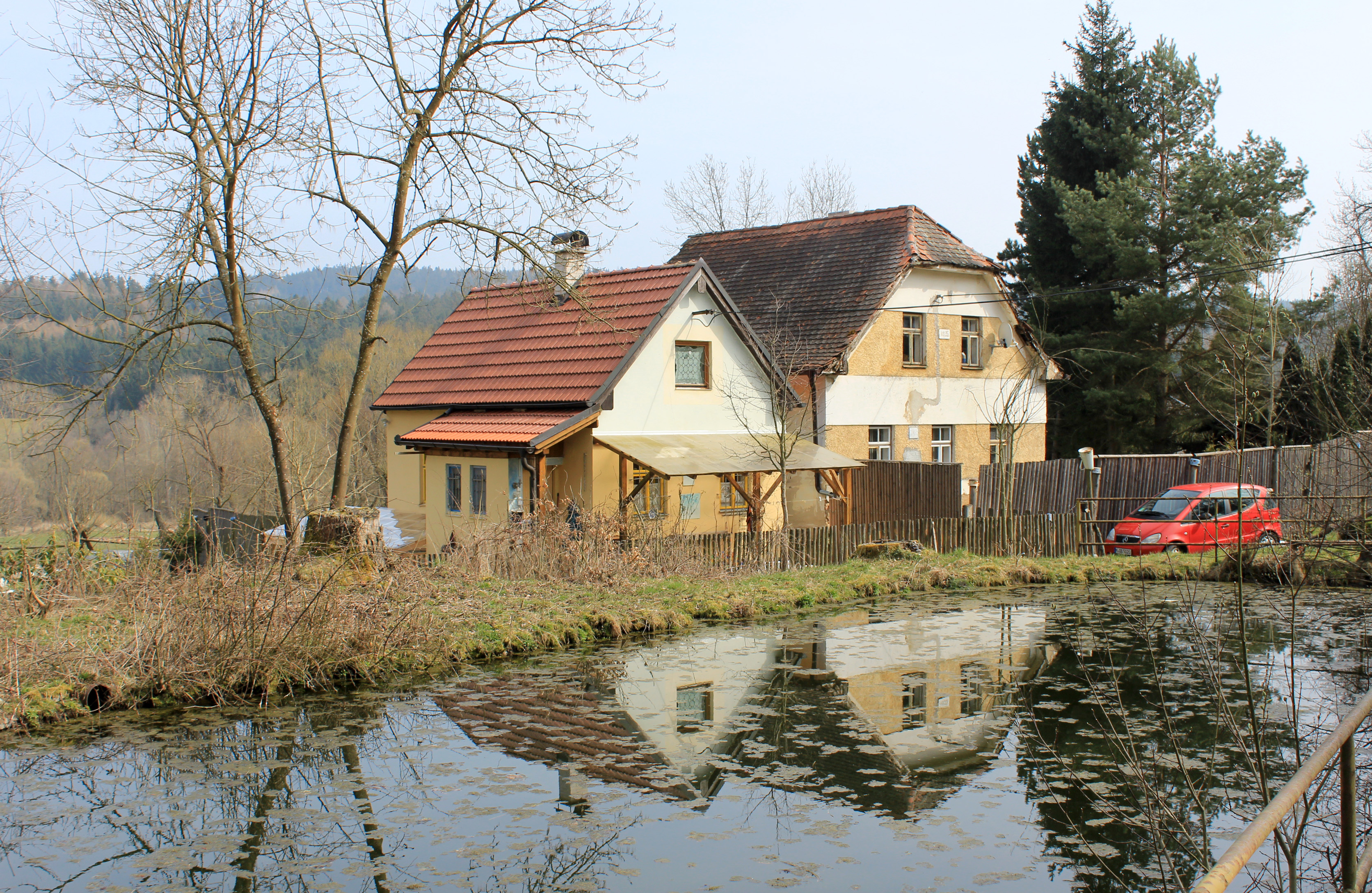
Bystřice

## Geografische Lage
Bystřice liegt auf dem Nordwestufer des Bystřický potok (deutsch: Waldweiher- oder Engelbach) ungefähr 3,5 Kilometer südwestlich von Bělá nad Radbuzou (deutsch: Weißensulz).

## Geschichte
Der Name Bystřice bedeutet schnell fließender Bach oder Gießbach. Die deutsche Bezeichnung Wistersitz wurde später lautmalerisch von dem ursprünglich vorhandenen slawischen Namen abgeleitet. Die alten slawischen Namen deuten auf die ursprüngliche slawische Besiedelung des Osthanges des Oberpfälzer Waldes vor dem Jahr 1000 hin.
Ab dem 13. Jahrhundert rückten trotz versuchter Abwehr der einheimischen Tschechen immer mehr deutsche Siedler in dieses Gebiet und weiter nach Osten in das Landesinnere vor und verdrängten nach und nach die einheimische tschechische Bevölkerung.
Wistersitz gehörte zusammen mit Fuchsberg (Liščí Hora), Hammersbrunn-Neubäu (Novosedly) und Eisendorf zu den zwischen 1530 und 1540 gegründeten Schwanberger Siedlungen, die alle nach Heiligkreuz eingepfarrt waren.
1596 wurde Wistersitz erstmals schriftlich erwähnt.
1656 hatte Wistersitz zehn Bauern, einen Gärtner, 40 Gespanne, 27 Kühe, 44 Stück Jungvieh, 15 Schafe und 48 Schweine.
1789 hatte Wistersitz 36 Häuser, 1839 26 Häuser und 208 Einwohner, 1913 49 Häuser, 292 Einwohner und eine Volksschule mit 71 Kindern, in die auch Siehdichfür (Hleďsebe) eingeschult war.
Es gehörte bis zum Ende des Ersten Weltkriegs 1918 zum Königreich Böhmen als Teil Österreich-Ungarns. Nach dem Zerfall der Doppelmonarchie gehörte es zur Tschechoslowakei. Nach dem Münchner Abkommen wurde Wistersitz dem Deutschen Reich zugeschlagen und gehörte bis 1945 zum Landkreis Bischofteinitz im Regierungsbezirk Eger des Reichsgau Sudetenland. Nach dem II. Weltkrieg 1945 wurden, auf der Basis der Beneš-Dekrete, die deutschen Einwohner vertrieben parallel dazu wurde der Ort mit tschechischen Neubürgern aus anderen Landesteilen besiedelt.

## Ortsgliederung
Der Katastralbezirk Bystřice u Bělé nad Radbuzou umfasst die Dörfer Bystřice und Hleďsebe.